# Marinens Flyvebaatfabrikk
Marinens Flyvebaatfabrikk var Norska Sjøforsvarets fabrik för tillverkning flygplan.
Marinens Flyvebaatfabrikk bildades i Horten år 1915 för att reparera och producera nya flygplan till Norska marinen. Under den tid fabriken var verksam producerades 120 flygplan i olika modeller.

## Flygplan konstruerade och byggda vid Marinens Flyvebaatfabrikk
- MF 1, 6 stycken, kopia av Maurice Farmans Hydroaeroplan typ 1914.
- MF 2, beväpnad med två 50 kg minibomber samt kulspruta.
- MF 3
- MF 4
- MF 5
- MF 6
- MF 7
- MF 8, 8 stycken
- MF 9, 10 stycken "Høverjageren" jaktflygplan
- MF 10, 4 stycken
- M.F. 11, 30 stycken, spaningsflygplan
- MF 12, 1 stycken

## Licenstillverkade typer vid Marinens Flyvebaatfabrikk
- Sopwith Baby, 8 stycken.
- Douglas DT-2B/C, 7 stycken.
- Hansa Brandenburg Make I, 6 stycken, grundmodell Hansa Brandenburg W.33.
- Hansa Brandenburg Make II, 24 stycken, grundmodell Hansa Brandenburg W.33.